# Старе Кольне
Старе Кольне (пол. Stare Kolnie, нім. Alt Köln) — село в Польщі, у гміні Попелюв Опольського повіту Опольського воєводства.
Населення — 227 осіб (2011).

## Демографія
Демографічна структура станом на 31 березня 2011 року:
|          | Загалом | Допрацездатний вік | Працездатний вік | Постпрацездатний вік |
| -------- | ------- | ------------------ | ---------------- | -------------------- |
| Чоловіки | 112     | 21                 | 75               | 16                   |
| Жінки    | 115     | 12                 | 75               | 28                   |
| Разом    | 227     | 33                 | 150              | 44                   |